# Ниска теменуга
Ниската теменуга (Viola pumila) е растение от семейство Теменугови. Застрашен вид в България.

## Разпространение
Видът е разпространен в Централна и Източна Европа, Мала Азия, Сибир, Западен Китай. В България се среща в района на Кокаляне и Цръклевци (Софийски район) и на Драгоманското и Алдомировското блато (Знеполски район).
Обитава мезофилни и в ограничена степен хигрофилни тревни съобщества от равнинните и нископланинските части на страната. Почвите са мощни и влажни.

## Описание
Ниската теменуга е тревисто многогодишно растение. Стъблото ѝ е изправено и достига височина от 5 до 20 cm. Листата са полукожести и плътни, ръбовете са плитко тъпо назъбени, с дължина между 2 и 6 cm и широчина 1-2 cm. В основата си венчелистчетата имат реснички с три до пет по-тъмни надлъжни жилки. В началото на цъфтежа са виолетови, след което стават бледовиолетови-белезникави. Плодът ѝ представлява тристенна, продълговатояйцевидна кутийка с жълто-кафяв цвят. Дължината ѝ достига до около 10 mm, а широчината около 6-7 mm. Семената са с дължина 2 mm и широчина 1 mm, имат кафяв цвят. Видът се размножава със семена.

## Природозащитен статус
Основна опасност за вида е пресушаването на местообитанията и превръщането на влажните ливади в обработваеми земи.